# 宮永麻衣
宮永 麻衣（みやなが まい、1977年1月1日 - ）は、日本の女性声優、ナレーター、女優。 福岡県出身。

## 人物
1992年、高校在学中に劇団テアトルハカタ付属演技研究所に入所し、野尻敏彦に師事。1993年、ミュージカル『卑弥呼』でアンサンブルとして初舞台を踏む。1995年に上京し、代々木アニメーション学院に入学。
卒業後はウイットプロモーション、ワンナップ、プロダクション東京ドラマハウスと事務所を移籍し、現在はディサイファに所属。
趣味はいけばな。古流・大觀流に入門し、現代花正教授の免状を取得している。

## 出演

### アニメ
2005年
- Prince of star うたうほし（ビビアン王女）TCMｱﾜｰﾄﾞ2005動画部門賞・第6回アストロデザイン・ムービーコンテスト特別賞受賞

2006年
- フラカッパー（カウカウくん・カマキリ）

### ゲーム
2008年
- マナケミア2 〜おちた学園と錬金術士たち〜[6]（ササリナ・シリー）

### ドラマCD
2005年
- 人狼奇譚～アッペンディスク～（アシュレイ・フォスター）
- 天然!絶滅ヒーロー!!（太田はな、テライエロー）

2006年
- 君と僕。高校生編1（そのちゃん）
- 舞台 七瀬恋

2007年
- 天然!絶滅ヒーロー!!少々バラエティなCD〜2巻と呼びたきゃ呼ぶがいい!〜（太田はな、テライエロー）

### ボイスオーバー
2006年
- 映画をつくる子どもたち 〜オーストラリアの挑戦〜

### ラジオ
- 「宮永麻衣のおさんぽ小路」[7]（2005年、ネットラジオ「ティンマシン キャラクターズ」）
- 「まいまいつぶりのあるいたあとには」[8]（2012年7月-2017年6月、Dream Catch マルチメディア放送局）
- 練馬放送「大人ごはん・子どもごはん」（2017年 -2018年 、練馬放送インターネットラジオ）

### ナレーション
- 大子観光協会（ラジオCM）
- 埼玉スポーツセンターラジオCM）
- セサミストリートDVD『エルモの誕生日』（TV-CM）
- セサミストリートDVD『イングリッシュ ON ストリート Let's Play!編』（TV-CM）
- セサミストリートDVD『大好きな英語の歌　Kid's Favorite Songs』（TV-CM）
- とらのあな店内宣伝ナレーション「人狼奇譚～アッペンディスク～」
- とらのあな店内宣伝ナレーション「人狼閑話～ある夏の、殺人鬼の話～」
- セサミストリートDVD『しあわせならてをたたこう～どうよう・あそびうたいっぱい～』（TV-CM）
- セサミストリートDVD『大好きな英語の歌　Kid's Favorite Songs?』（TV-CM）
- おねがいマイメロディ・エンディングテーマ『夢見るチカラ』（TV-CM/ラジオCM）
- ハッピー！セサミストリートクリスマス　エルモぬいぐるみ付CD（TV-CM）
- セサミストリートDVD『123いっしょにかぞえよう／ベスト・オブ・エルモ』（TV-CM）

### テレビドラマ
1995年
- 「BLACK OUT」

1997年
- 「氷炎 死んでもいい」

2008年
- 「蒼井優×4つの嘘 カムフラージュ  第1章 人生って嘘みたい！」

2016年
- 「IQ246〜華麗なる事件簿〜」（4話）

2017年
- 「就活家族 ～きっと、うまくいく～」（1話）
- 「三匹のおっさん3～正義の味方、みたび!!～」（1話、2話）
- 「京都南署鑑識ファイル(11)」
- 「ひよっこ」（128話、129話）

2018年
- 「海月姫」（2話・4話）
- 「バイプレイヤーズ～もしも名脇役がテレ東朝ドラで無人島生活したら～」（1話）
- 「誘拐法廷〜セブンデイズ〜」
- 「黄昏流星群～人生折り返し、恋をした～」

2019年
- 「メゾン・ド・ポリス」（2話）
- 「東京二十三区女」（6話）
- 「Heaven? 〜ご苦楽レストラン〜」（3話）

### バラエティー等
1998年
- 「未来ナース」

2002年
- 「恋のバカヤロー！」『再現ドラマ』

2003年
- 「B.C.ビューティ・コロシアム」『再現ドラマ』

2009年
- 「魔女たちの22時」『再現ドラマ』

2010年
- 「激変！ミラクルチェンジ」『再現ドラマ』
- 「やじうまテレビ」（レポーター）

2011年
- 「1億3千万人のエピソードバラエティー コレってアリですか?」『再現ドラマ』
- 「イッテ恋48」（仕掛け人）
- 「なるほど！ハイスクール[9]」

2012年
- 「サンデースクランブル」『再現ドラマ』

2014年
- 「踊るさんま御殿」『再現ドラマ』
- 「秘密のケンミンSHOW」『再現ドラマ』

2016年
- 「人気者から学べ そこホメ!?」『再現ドラマ』南野陽子さん役

2017年
- 「成功の遺伝史4」『再現ドラマ』
- 「世界一受けたい授業」（モデル）
- 「意外とあるかもガッチリ遺産相続」『再現ドラマ』次男の嫁・聡美役

2018年
- 「行列のできる法律相談所」『再現ドラマ』片桐はいりさん役

2019年
- 「爆報！THEフライデー」『再現ドラマ』
- 「逆転人生」『再現ドラマ』

### CM
2013年
- 「JAL 2013年春」マネージャー役

2017年
- 公明党「母の手に守られて」（映画CM）母親役
- 「dポイント『たまってる編』」（WEB）ママ役
- 「ハロウィンジャンボ宝くじ『侍のコスプレ』篇」売場の女性役

2019年
- 「VO5 スーパーキープヘアスプレイ」OL役

### 映画
1998年
- 風の歌が聴きたい

### 舞台
- 卑弥呼（テアトルハカタ公演）1993年・1994年
- 銀河中学三年宙組賢治先生（月光舎公演）1996年
- 結婚契約破棄宣言（ジャンクション公演）1999年・2000年・2001年
- 融合する瞳〜禁じられた七つの夢語り〜（劇団ボイスウィザード公演）2005年
- 舞台〜七瀬恋〜（劇団ボイスウィザード公演）2005年
- PTSD*2〜微睡みの烙印〜（office PEACEMAKER/第8回公演）2006年
- 君が好き〜She Loves You〜（みつどもえ/第1回公演）2006年
- わたしはここにいる（FUNKY HONEY/第5回公演 ）2007年
- パラダイム・シフト（office PEACEMAKER/第9回公演）2007年
- HARD NUDE NEED（team s-s.公演）2007年
- ハッピーソングで眠りたい！（office PEACEMAKER/第10回公演）2008年
- BRAND NEW WORLD -零-（office PEACEMAKER/第12回公演）2010年
- Heaven's Bargain ～天国の契約～（office PEACEMAKER/第13回公演）2011年
- OMEGA DRIVE（劇団東京ドラマハウス公演）2012年
- 耳に蚤〜疑いのとりこ〜（フェドー劇場公演）2013年
- 自由交換ホテル（フェドー劇場公演）2014年
- ALWAYS（フェドー劇場公演）2015年
- 淑女のお作法（劇団軌跡公演）2015年
- With（劇団軌跡＆フェドー劇場コラボレーション公演）2016年
- 道成寺伝説 ～満開の桜の森～（Kazumaproプロデュース第1回公演）2016年
- ピカロ～過ぎ去りしコトへのレクイエム～（座ピカロプロデュース公演）2016年
- 始まりの扉（演劇ユニット キミハドコニイル第1回公演）2017年
- てやんDays（Rainbow Wanderlust公演）2018年
- ヒトツヅキの創意（劇団東京トライアングル2019年春公演）2019年
- カレッジ・オブ・ザ・ウィンド（劇団軌跡 vol.36公演）2022年
- さいごのおつかい[10]（劇団岸野組1990プロジェクト）2022年

### その他
2007年
- 「フラカッパー　おんがくしゅう」（キャラクターソング）

2011年
- 無料動画 GyaO!「12時間耐久！『CR聖闘士星矢』パチンコバトル　十二宮を突破せよ」（天の声）

2016年
- 「株式会社ニチリョク　湯灌の儀実演動画」[11]モデル

2017年
- 「大同生命保険株式会社　理念浸透映像」母親役